# Be2.dk
Be2 er et matchmaking-services inden for Online dating. På verdensbasis er be2 repræsenteret i 37 lande. Navnet kommer af det engelske udtryk: „be two“.

## Historie
be2 blev oprindeligt grundlagt som en tysk matchmaking-tjeneste i 2004 af online-entreprenøren Robert Wuttke. Det tyske site gik live d. 1. april 2004.  Samme år kom det spanske og det italienske site til. Det danske site, www.be2.dk, så dagens lys i 2008.
Siden dets grundlæggelse har be2 udvidet markant internationalt. 

## Kontroverser

### Fup-firma
Den 25. Januar 2011 blev Be2 præsenteret i forbrugermagasinet Kontant på DR1 . Be2 blev beskrevet som bondefangeri, ligesom der blev henvist til at Trustpilot.dk har be2.dk som det dårligste bedømte site af alle danske.

### Metodologi
be2's matchmaking-system menes at bygge på en videnskabeligt udviklet personlighedstest. Brugerprofiler sammenholdes iflg Be2 med profiler i databasen ud fra en matchnings-algoritme. Psykologiske, antropologiske og sociologiske kriterier, baseret på Myers Briggs Type Indikator, benyttes til at indkredse en passende partner ifølge resultaterne af personlighedstesten.  Denne forretningsmodel retter sig specielt til singler over 30 år, der leder efter et seriøst parforhold. 
Ifølge medlemmer, der bliver spurgt om opsigelsesgrund ved framelding af et Premium-medlemskab, er succesraten 40%.

### Fornyelse
Den automatiske fornyelse af Premium-medlemskab har også været genstand forkritik .

## Områder
Internationalt er be2 aktiv i 37 lande fordelt på alle kontinenter, i Argentina, Australien, Belgien, Brasilien, Canada, Chile, Colombia, Danmark, Filippinerne, Finland, Frankrig, Holland, Hong Kong, Indien, Irland, Italien, Kroatien, Mexico, New Zealand, Norge, Polen, Portugal, Rusland, Schweiz, Singapore, Spanien, Storbritannien, Sverige, Sydafrika, Taiwan, Tjekkiet, Tyrkiet, Tyskland, Ukraine, USA, Venezuela, Østrig

## Eksterne links
- be2’s danske hjemmeside
- firmahjemmeside Arkiveret 24. februar 2010 hos  Wayback Machine